# Claudia Goldinová
Claudia Daleová Goldinová (* 14. května 1946, New York) je americká historička ekonomie a ekonomka práce. Je profesorkou ekonomie na Harvardově univerzitě. V říjnu 2023 jí byla udělena Nobelova cena za ekonomii za „prohloubení znalostí o uplatnění žen na trhu práce“. Je třetí ženou, která tuto cenu vyhrála, a první ženou, která ji vyhrála samostatně.
Je spoluředitelkou (s Claudií Olivettiovou a Jessicou Goldbergovou) studijní skupiny Gender v ekonomice Národního úřadu pro ekonomický výzkum Spojených států amerických (NBER) a v letech 1989 až 2017 byla ředitelkou jeho programu Rozvoj americké ekonomiky. Její výzkum pokrývá širokou škálu témat, včetně ženské pracovní síly, genderových rozdílů v příjmech, příjmové nerovnosti, technologických změn, vzdělávání a imigrace. Většina jejích výzkumů interpretuje současnost optikou minulosti a zkoumá původ současných problémů. Její kniha Career & Family: Women's Century-Long Journey toward Equity vyšla 5. října 2021.
Goldinová byla v akademickém roce 2013–14 předsedkyní Americké ekonomické asociace. V roce 1990 se stala první ženou, která získala profesuru na katedře ekonomie Harvardu.

## Biografie

### Mládí a vzdělání
Claudia Goldinová se narodila v roce 1946 v New Yorku do židovské rodiny a vyrostla v Parkchesteru v Bronxu. Její otec Leon Goldin (1918–⁠2011) pracoval jako manažer zpracování dat v Burlington Industries a její matka Lucille Rosansky Goldinová (1919–⁠2020) byla ředitelkou Veřejné školy 105 v Bronxu. Jako dítě byla Claudia rozhodnuta stát se archeoložkou, ale po přečtení knihy Paula de Kruif Microbe Hunters (1927) na střední škole ji to přitáhlo k bakteriologii. Na střední škole absolvovala letní školní kurz mikrobiologie na Cornellově univerzitě a po absolvování Bronx High School of Science nastoupila na Cornellovu univerzitu se záměrem tento obor studovat.
Ve druhém ročníku se Goldinová zúčastnila hodiny Alfreda Kahna, „jehož naprostá radost z využívání ekonomie k odhalování skrytých pravd udělala pro ekonomii to, co příběhy Paula de Kruifa udělaly pro mikrobiologii“. Zaujala ji regulace a průmyslová organizace, témata, která zajímala Kahna, a svou diplomovou práci napsala na téma regulace telekomunikačních družic. Poté, co získala titul B.A. z ekonomie na Cornellově univerzitě, nastoupila do doktorského programu ekonomie na Chicagské univerzitě se záměrem studovat průmyslovou organizaci. V tomto oboru zahájila svůj doktorský program, ale poté, co se do Chicaga přestěhoval Gary Becker, přidala ještě ekonomii práce a poté tíhla k historii ekonomie. V tomto oboru byl jejím poradcem Robert W. Fogel. Svou dizertační práci napsala na téma otroctví ve městech Spojených států amerických před válkou Severu proti Jihu a v jižním průmyslu. V roce 1972 získala doktorát v oboru organizace průmyslu a ekonomie práce na Chicagské univerzitě.

### Kariéra
Po absolvování postgraduální školy působila jako odborná asistentka na Wisconsinské univerzitě v Madisonu. V roce 1973 přešla na Princetonskou univerzitu a v roce 1979 na Pensylvánskou univerzitu, kde se stala řádnou profesorkou. V roce 1990 nastoupila na katedru ekonomie na Harvardově univerzitě. Byla tak první ženou, která na této katedře působila.
Goldinová byla v letech 2013 až 2014 předsedkyní Americké ekonomické asociace a v letech 1999 až 2000 předsedkyní Asociace dějin ekonomie. Byla zvolena členkou mnoha organizací, včetně Americké akademie politických a sociálních věd, Společnosti ekonomů práce, Ekonometrické společnosti a Americké akademie umění a věd. Je členkou sekcí 53 (sociální a politické vědy) a 54 (ekonomické vědy) Národní akademie věd Spojených států amerických. Získala několik čestných doktorátů včetně čestného doktorátu Nebraské univerzity, Lundské univerzity, Evropského univerzitního institutu, Curyšské univerzity, Dartmouth College a Rochesterské univerzity. V letech 1984 až 1988 byla redaktorkou časopisu Journal of Economic History.
V letech 1989 až 2017 byla ředitelkou programu rozvoje americké ekonomiky v Národním úřadu pro ekonomický výzkum Spojených států amerických.
V roce 2015 Goldinová s finanční podporou nadace Alfreda P. Sloana iniciovala soutěž Undergraduate Women in Economics (UWE), aby pochopila, proč je podíl žen mezi vysokoškolskými obory ekonomie tak nízký. Provedla randomizovanou kontrolovanou studii, aby zjistila, zda by nízkonákladové intervence mohly zvýšit počet žen v oboru ekonomie.

## Výzkum
Goldinová je známá především svou prací o historii žen v ekonomice.
Její první kniha, Urban Slavery in the American South, byla její doktorskou disertační prací na Chicagské univerzitě. Spolu se zesnulým Frankem Lewisem napsala široce citovaný článek „The Economic Cost of the American Civil War“ (1978). Později spolupracovala s Kennethem Sokoloffem na tématu rané industrializace v USA a úloze dělnic, dětské práce a rodin přistěhovalců a dělnické třídy. V tu chvíli si uvědomila, že zaměstnankyně byly v ekonomické historii do značné míry přehlíženy, a rozhodla se studovat, jak se vyvíjela ženská pracovní síla a její role v hospodářském růstu. Mezi její hlavní práce vycházejícími z jejího výzkumu patří „Monitoring Costs and Profesional Segregation by Sex“ (1987), „Life Cycle Labour Force Participation of ženatých žen“ (1989) a „The Role of World War II in the Rise of Women's Employment“ (1991). Její kniha Understanding the Gender Gap: An Economic History of American Women (1990) vypráví příběh o vzestupu zaměstnanosti žen v USA od osmnáctého století do konce dvacátého století.
Po napsání své knihy o ekonomické historii ženské pracovní síly se pustila do výzkumu historie amerického školství. Začala sérií článků o středoškolském hnutí a utváření vysokoškolského vzdělávání v USA, které vyvrcholily jejím projevem „The Human Capital Century and American Leadership: Virtues of the Past“ (2001).
Publikovala také řadu důležitých prací o genderu. „Orchestring Impartiality: The Effect of 'Blind' Auditions on Female Musicians“ (s Rousem, 2000) patří mezi její nejcitovanější práce. „The Power of the Pill: Oral Contraceptives and Women's Career and Marriage Decisions“ (s Katzem, 2002) a „The U-Shaped Female work Force Function in Economic Development and Economic History“, (1995) jsou některé z jejích průkopnických prací. Její kniha Career & Family: Women's Century-Long Journey toward Equity končí dopadem pandemie na kariéru žen a rovnost párů.

## Osobní život
Goldinová se provdala za harvardského ekonoma Lawrence Katze. Od roku 1970 vlastní zlaté retrívry. Jejich současný pes Pika soutěžil v čichání, byl vycvičen pro soutěže poslušnosti a je terapeutickým psem v místním pečovatelském domě.

## Ocenění
- 1990, 2008, 2021: Třikrát laureátka ceny Richarda A. Lestera za výjimečnou knihu v oboru pracovních vztahů a ekonomie práce[39]
- 1991: Allan Sharlin Memorial Book Award od Společenskovědního historického sdružení[40]
- 2005: Cena Carolyn Shaw Bellové od Americké ekonomické asociace
- 2008: Cena R. R. Hawkinse od Divize odborného a vědeckého publikování Asociace amerických vydavatelů[41]
- 2009: Cena Jacoba Mincera od Společnosti ekonomů práce[42]
- 2009: Cena Johna R. Commonse od čestné ekonomické společnosti Omicron Delta Epsilon[43]
- 2016: Cena IZA za ekonomii práce „za její celoživotní práci na ekonomické historii žen ve vzdělávání a na trhu práce“[44]
- 2019: BBVA Foundation Frontiers in Knowledge Award v kategorii Ekonomika, finance a management za její příspěvky k analýze genderových rozdílů[45]
- 2020: Laureátka Clarivate Citation za ekonomické vědy[46]
- 2020: Cena Erwina Pleina Nemmerse za ekonomii[47]
- 2021: Medaile Společnosti pro pokrok
- 2022: Cena vizionáře od Rady pro ekonomické vzdělávání[48]
- 2023: Nobelova pamětní cena za ekonomii[11]

## Vybrané práce
- GOLDINOVÁ, Claudia Dale. Understanding the Gender Gap: An Economic History of American Women. New York: Oxford University Press, 1990. ISBN 978-0-19-505077-6. (anglicky)
- GOLDINOVÁ, Claudia Dale. Strategic Factors in Nineteenth Century American Economic History: A Volume to Honor Robert W. Fogel. Chicago: University of Chicago Press, 1992. Dostupné online. ISBN 978-0-226-30112-9. (anglicky)
- GOLDINOVÁ, Claudia Dale; LIBECAP, Gary D. Regulated Economy: A Historical Approach to Political Economy. Chicago: University of Chicago Press, 1994. Dostupné online. ISBN 978-0-226-30110-5. (anglicky)
- GOLDINOVÁ, Claudia Dale; BORDO, Michael D.; WHITE, Eugene Nelson. The Defining Moment: The Great Depression and the American Economy in the Twentieth Century. Chicago: University of Chicago Press, 1998. ISBN 978-0-226-06589-2. (anglicky)
- GOLDINOVÁ, Claudia Dale; GLAESER, Edward L. Corruption and Reform: Lessons from America's History. Chicago: University of Chicago Press, 2006. Dostupné online. ISBN 978-0-226-29957-0. (anglicky)
- GOLDINOVÁ, Claudia Dale; KATZ, Lawrence F. The Race Between Education and Technology. Cambridge: Harvard University Press, 2008. Dostupné online. ISBN 978-0-674-02867-8. (anglicky)
- GOLDINOVÁ, Claudia Dale; ALSAN, M. Watersheds in Child Mortality: The Role of Effective Water and Sewerage Infrastructure, 1880 to 1920. [s.l.]: [s.n.] S. 586–638. (anglicky)
- GOLDINOVÁ, Claudia Dale; KATZ, Lawrence F. Women Working Longer: Increased Employment at Older Ages. Chicago: University of Chicago Press, 2018. Dostupné online. ISBN 978-0-226-53250-9. (anglicky)
- GOLDINOVÁ, Claudia Dale. Career & Family: Women's Century-Long Journey toward Equity. Princeton: Princeton University Press, 2021. ISBN 978-0-691-20178-8. (anglicky)
- GOLDINOVÁ, Claudia Dale. A Grand Gender Convergence: Its Last Chapter. American Economic Review. 2014-04, čís. 104, s. 1091–1119. (anglicky)